# Tokaj (góra)
Tokaj (węg. Tokaji hegy, także Kopasz hegy) – samotna góra pochodzenia wulkanicznego w północno-wschodnich Węgrzech, stanowiąca południowy kraniec pasma Gór Tokajsko-Slańskich. Wysokość – 512 m n.p.m.
U podnóża góry Tokaj leży miasto Tokaj i tokajski region winiarski. Jest to miejsce, w którym Bodrog uchodzi do Cisy. W tym miejscu graniczą ze sobą regiony geograficzne Bodrogköz (na północy), Nyírség (na wschodzie) i dolina Cisy (na południu).

## Galeria

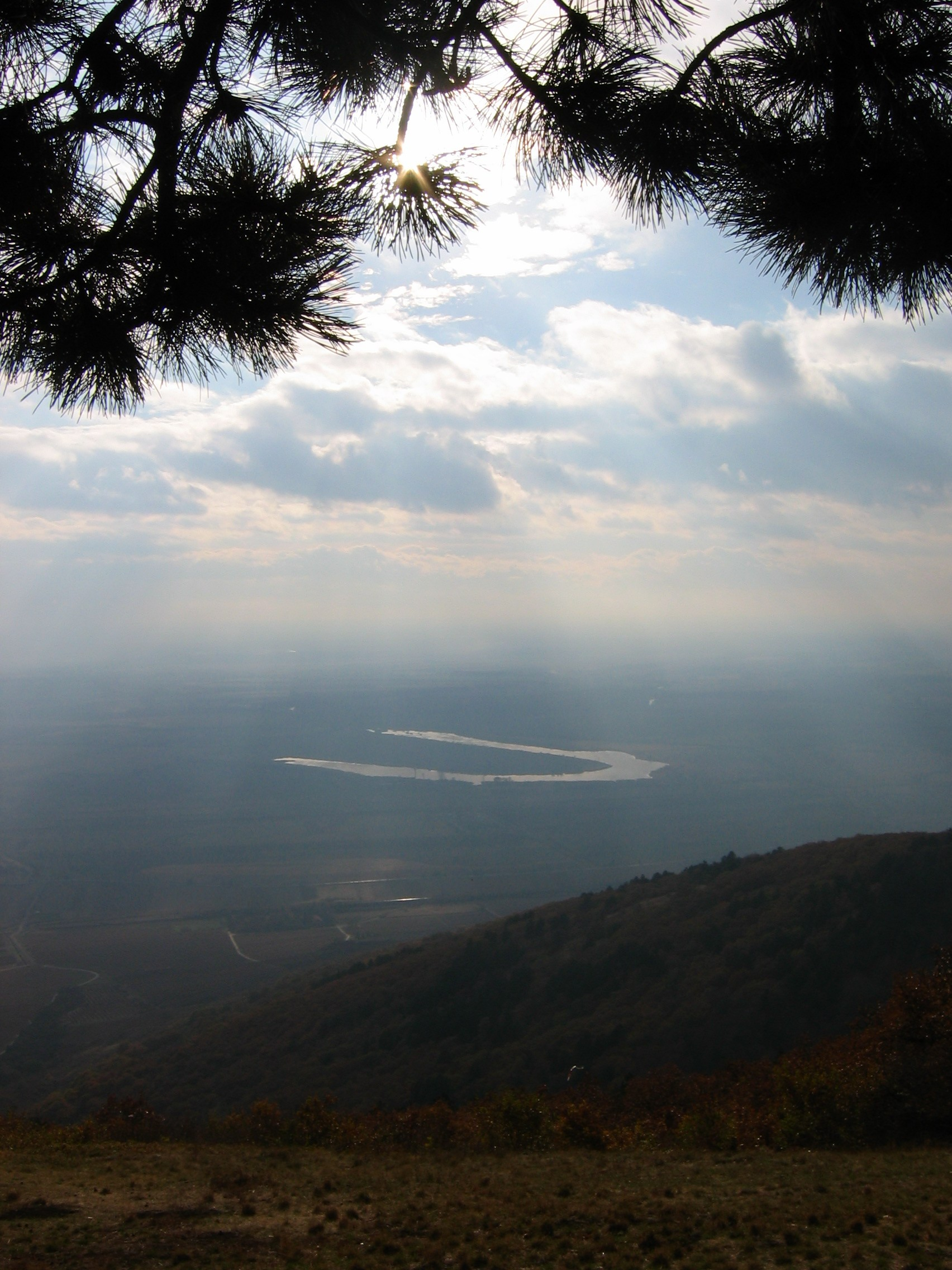
Widok z góry w kierunku wschodnim
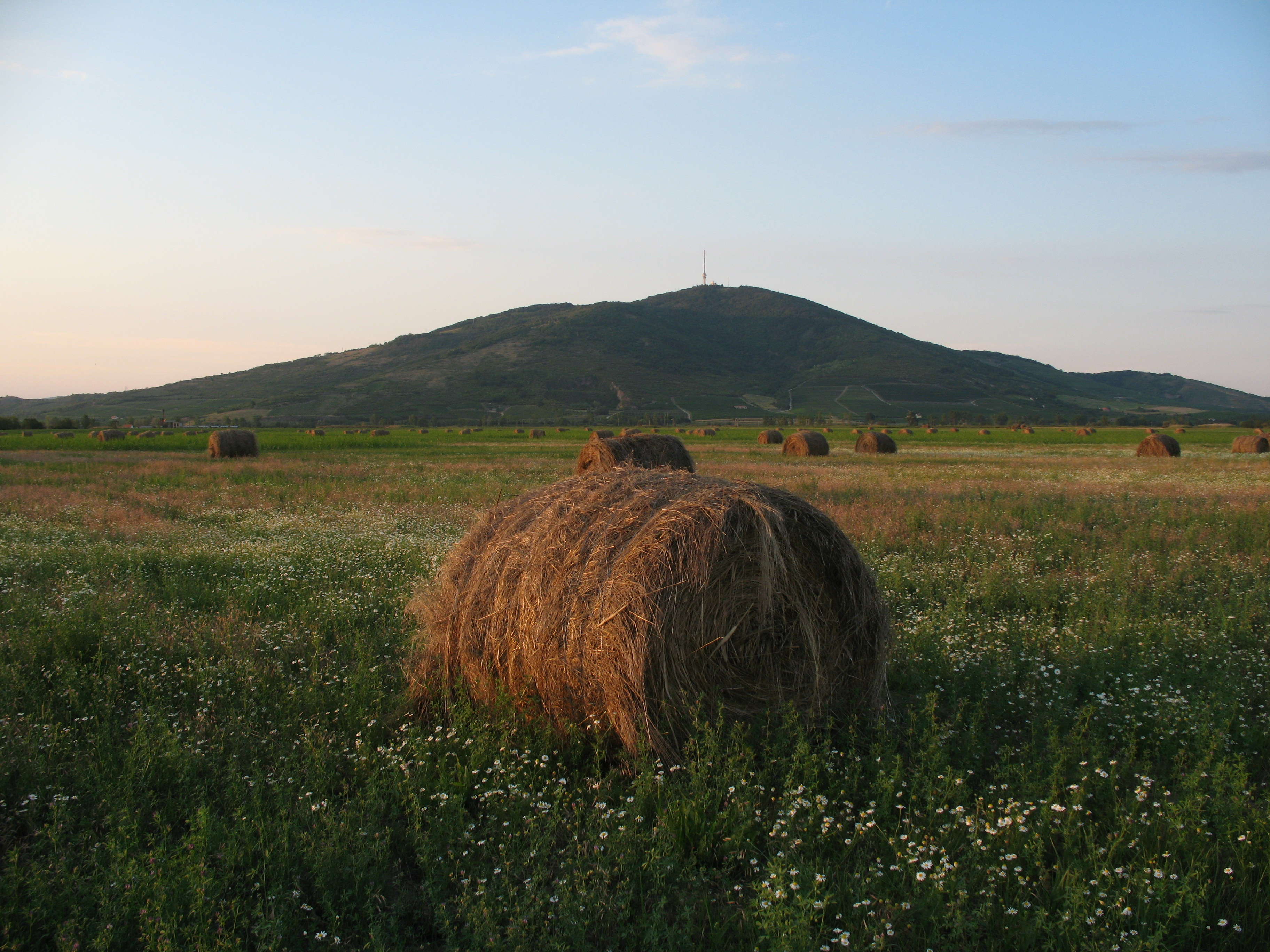
Góra Tokaj
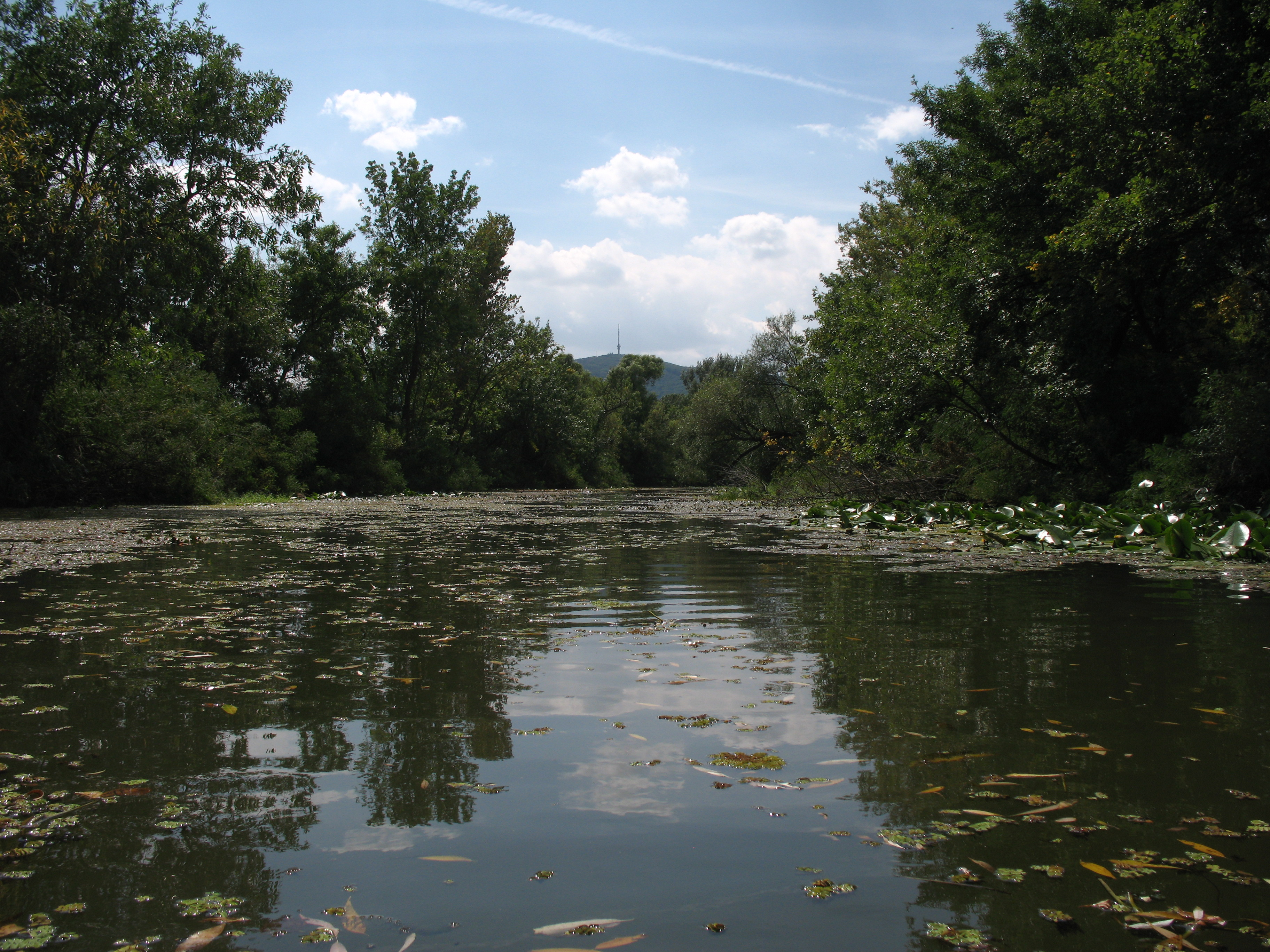
Góra Tokaj, widok z terenów zalewowych Bodrogu
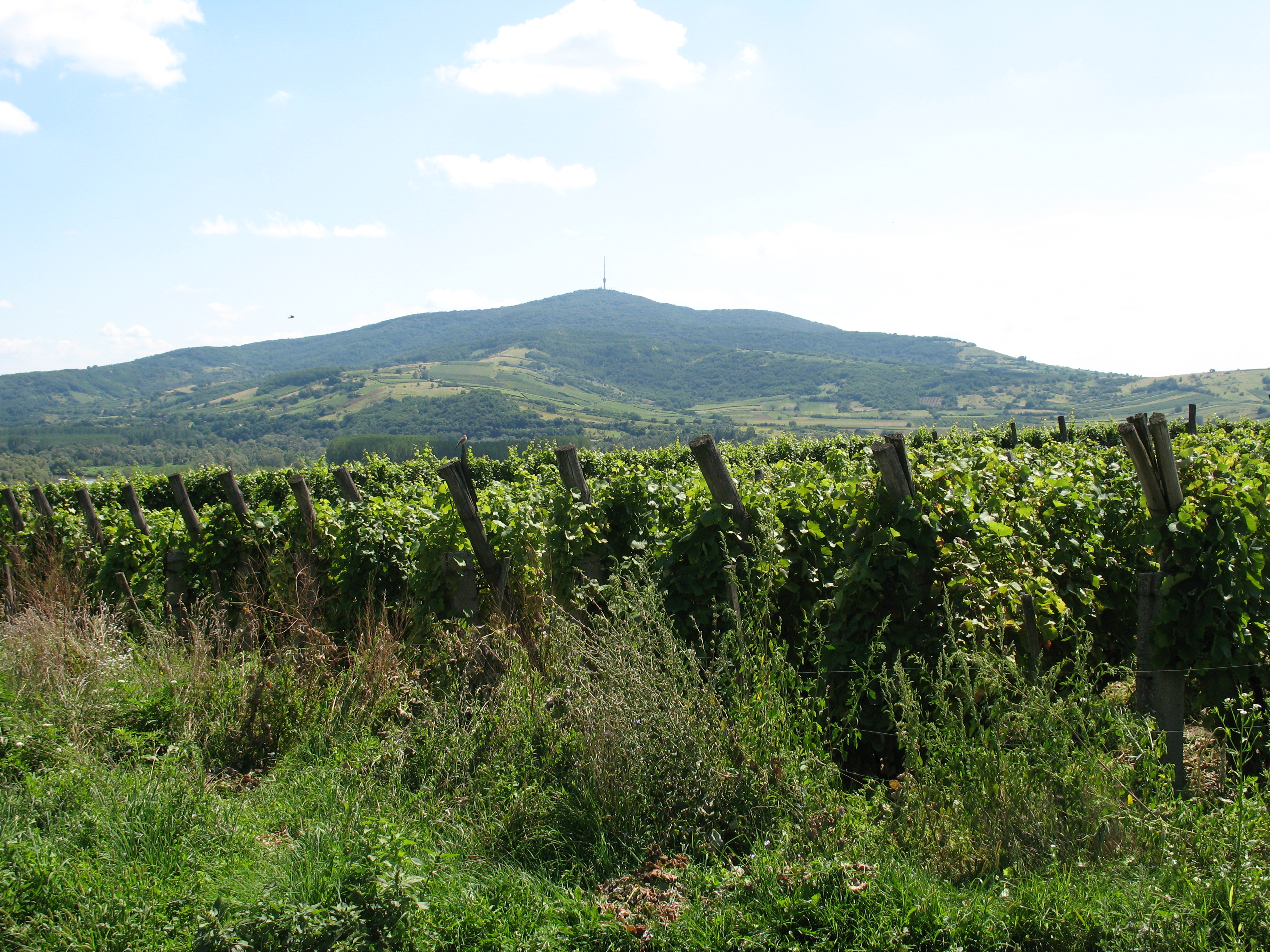
Góra Tokaj, widok z Bodrogkeresztúr
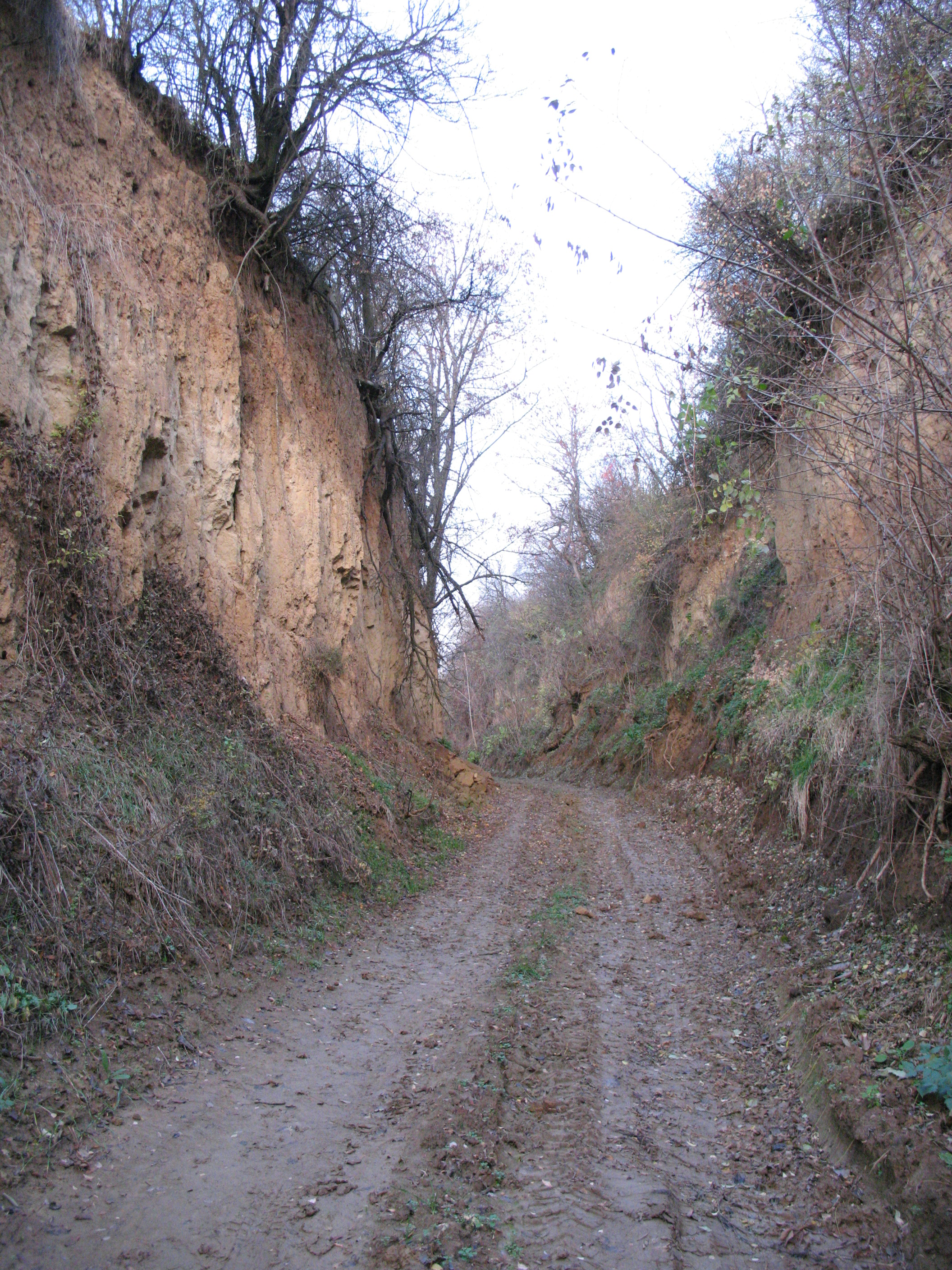
Lessowy wąwóz na zboczu góry